# Камилов, Эркин
 Эркин Комилов (узб. Erkin Komilov) — узбекский актёр, Народный артист Узбекистана (1998).

## Биография
Эркин Комилов родился в селе Курфа Андижанской области. 20 июня 1946 года.После окончания средней школы, поступил в Ташкентский государственный театрально-художественный институт им. Островского, который окончил в 1968 году. С 1966 года актёр труппы Узбекского государственного академического театра драмы им. Хамзы.

## Фильмография

### Актёр
- 1986 — Тайное путешествие эмира
- 1999 — Феллини
- 1991 — Абдулладжан, или Посвящается Стивену Спилбергу

### Сериал
- 1998 — Шайтанат

## Награды
- Заслуженный артист Узбекской ССР (1988).
- Народный артист Узбекистана (1998).
- Орден «Мехнат шухрати» (2011).
- Заслуженный наставник молодёжи Узбекистана (2023)[2].